# The Walt Disney Studios
The Walt Disney Studios è una divisione di The Walt Disney Company che si occupa della produzione di lungometraggi. La divisione, che comprende diversi studi, è una delle principali case di produzione di Hollywood, e ha la sua sede agli omonimi Walt Disney Studios di Burbank, in California. La divisione è diretta da Alan Bergman.
I Walt Disney Studios, gli studi principali della compagnia, sede anche della produzione televisiva e quartier generale della compagnia stessa a Burbank, California, USA, sono gli unici tra i principali studios di Hollywood che non hanno mai permesso visite al pubblico. Fino al 2003 è stata consentita una visita parziale degli studi satellite di animazione ad Orlando (Florida), ai visitatori dei Disney-MGM Studios.

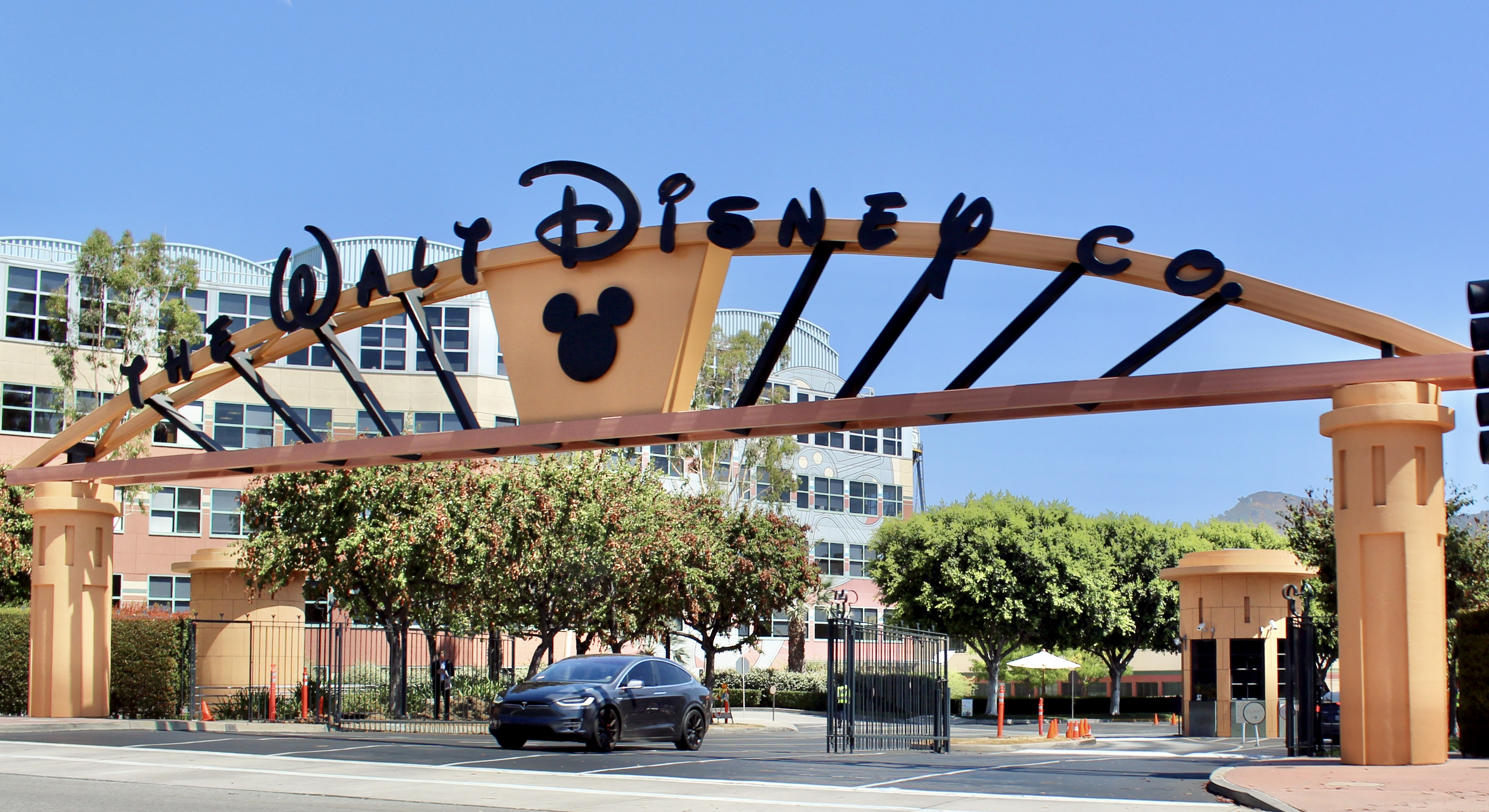
Ingresso dei Walt Disney Studios a Burbank

## Storia

### Anni ottanta
I The Walt Disney Studios vengono costituiti il primo aprile del 1983 come divisione cinematografica della The Walt Disney Company. Richard Berger viene assunto per ricoprire il ruolo di presidente dello studio. Il 15 febbraio del 1984 viene fondata Touchstone Pictures come etichetta dello studio destinata allo sviluppo di film considerati adatti solo ad un pubblico più adulto. Nel 1984, Berger viene licenziato quando Michael Eisner è stato nominato CEO di Walt Disney Company. Più tardi nello stesso anno, Jeffrey Katzenberg viene assunto come capo della produzione e Richard H. Frank viene eletto presidente dello studio.
Nell'aprile 1988, Touchstone è diventata una sussidiaria di Walt Disney Pictures e Ricardo Mestres è diventato il nuovo presidente. Il primo febbraio del 1989 viene fondata la divisione Hollywood Pictures, che avrebbe condiviso marketing e distribuzione con Touchstone. Il 18 aprile del 1989 la Walt Disney Television e Touchstone Television vengono raggruppate sotto una nuova divisione interna con Garth Ancier come presidente.

### Anni novanta
Nel settembre 1990, The Walt Disney Company ha finanziato con 200 milioni di dollari i film di Interscope realizzati per lo studio.
Nel 1993, The Walt Disney Company ufficializza l'acquisizione della casa di produzione Miramax Films per 60 milioni di dollari. La Miramax continuerà a produrre e distribuire lungometraggi indipendentemente anche dopo l'acquisizione.
Nell'aprile del 1994, David Hoberman, presidente di Walt Disney Pictures e Touchstone Pictures, viene promosso da Katzenberg a presidente dei Walt Disney Studios, mentre Ricardo Mestres lascia la carica di presidente della Hollywood Pictures.
Il 24 agosto 1994, con le dimissioni di Katzenberg, i Walt Disney Studios vengono riorganizzati e viene creata una nuova divisione che eredita tutte le società televisive. Richard Frank diventa capo della neonata Walt Disney Television and Telecommunications.
Nel gennaio del 1995 Hoberman si è dimesso da presidente.
Nel 1996, Joe Roth viene nominato presidente dei Walt Disney Studios. Nell'aprile 1996, a causa della riorganizzazione dovuta all'acquisizione di ABC da parte di Disney, Walt Disney Television, Disney Television Animation, Touchstone Television e Buena Vista Home Entertainment vengono riassorbite dai Walt Disney Studios.
Nel 1998, è stata creata Buena Vista Motion Pictures Group per gestire le divisioni Touchstone e Hollywood, con a capo David Vogel. Questa riorganizzazione viene fatta per centralizzare le varie divisioni e per rendere la produzione di film live-action più efficiente in termini di costi. Roth ha anche stabilito che la lista di produzioni annuale dello studio sarebbe stata tagliata.
Nel gennaio 1999, Peter Schneider viene promosso a presidente dello studio, mentre Thomas Schumacher viene promosso a presidente di Walt Disney Feature Animation e di Walt Disney Theatrical Productions; entrambi diventano co-presidenti di Disney Theatrical Group. In qualità di presidente dello studio, Schneider aveva il controllo di tutti i film distribuiti dalle etichette Disney. A luglio, Walt Disney Television (inclusa Buena Vista Television Productions) è stata trasferita dai Walt Disney Studios alla ABC Television Network per fondersi con la divisione di ABC, formando l'ABC Entertainment Television Group.

### Anni duemila
Nel gennaio 2000, Joe Roth ha lasciato lo studio, con Schneider che prende il suo posto. Nel giugno 2001, Schneider ha lasciato i Walt Disney Studios per fondare la sua casa di produzione, parzialmente finanziata dalla Disney. Anche se nessun successore viene nominato, Dick Cook (presidente del Walt Disney Motion Pictures Group), Thomas Schumacher (presidente della Walt Disney Animation), e Nina Jacobson (presidente del Buena Vista Motion Picture Group) hanno assunto le responsabilità di Schneider pur continuando nelle loro posizioni attuali. Nel febbraio 2002, Dick Cook viene nominato ufficialmente presidente dello studio.
Nel gennaio 2003, la Disney ha avviato una riorganizzazione delle sue divisioni cinematografiche e di animazione. In seguito a questa riorganizzazione Walt Disney Feature Animation (senza Walt Disney Television Animation) e Buena Vista Theatrical Worldwide vengono inglobate dai Walt Disney Studios. Nel 2003, lo studio ha stabilito un record mondiale al botteghino di 3 miliardi di dollari lordi.
Nel settembre 2005, Disney e Kingdom Films hanno formato una joint venture, Magic Films, per la co-produzione di 32 lungometraggi, senza contare i possibili sequel.
Nel dicembre 2005, Alan Bergman viene promosso a presidente dei Walt Disney Studios.
Il 24 gennaio 2006 la Disney ha annunciato un accordo per l'acquisizione dello studio di animazione Pixar Animation Studios. John Lasseter viene scelto come presidente dello studio appena acquisito.
Nel 2004 Disney ha acquisito i diritti dei Muppet e di Bear nella grande casa blu e ha fondato The Muppets Studio che nel 2006 entra a fare parte dei Walt Disney Studios. Nell'aprile 2007, Walt Disney Company decide di non utilizzare più il marchio "Buena Vista" ma di utilizzare solo i nomi "ABC", "ESPN" e "Disney". A seguito di questa scelta, Buena Vista Motion Pictures Group e Buena Vista Pictures Distribution vengono ribattezzate rispettivamente Walt Disney Motion Pictures Group e Walt Disney Studios Motion Pictures. Durante la stessa riorganizzazione la divisione Hollywood Pictures viene chiusa. Nel luglio 2007, il CEO della Disney Bob Iger ha vietato la raffigurazione di fumo e di tabacco nei lungometraggi a marchio Walt Disney Pictures, oltre a limitare tali rappresentazioni nei film di Touchstone e di Miramax.
Nell'aprile 2008, lo studio ha annunciato la formazione dell'etichetta Disneynature, divisione incentrata sulla produzione di contenuti incentrati sulla natura.
Alla fine del 2009, Miramax Films, precedentemente indipendente, diventa sussidiaria di Walt Disney Studios; successivamente, nel 2010, viene venduta a Filmyard Holdings.
Il 18 settembre 2009, Cook lascia la presidenza e il 5 ottobre successivo viene sostituito da Rich Ross, precedentemente presidente di Disney Channels Worldwide.

### Anni duemiladieci
Nel dicembre del 2009, la The Walt Disney Company completa l'acquisizione di Marvel Entertainment per 4,2 miliardi di dollari. Nell'ottobre 2010 la Disney ha concluso un accordo con la Paramount Pictures per i diritti di distribuzione di The Avengers e Iron Man 3 prodotti da Marvel Studios. Nell'agosto 2011, la Disney licenzia il reparto marketing dei Marvel Studios e assorbe il marketing e la distribuzione dei futuri titoli Marvel, a partire dall'uscita di The Avengers.
Il 20 aprile 2012, Ross viene licenziato. Il 31 maggio 2012, l'ex capo della Warner Bros., Alan Horn, prende l'incarico di presidente. Il 30 ottobre 2012, The Walt Disney Company annuncia l'acquisizione di Lucasfilm e annuncia una nuova trilogia di Star Wars. L'accordo viene finalizzato il 21 dicembre dello stesso anno. Più tardi lo stesso giorno, Disney ha accettato di avere Netflix come servizio di abbonamento televisivo statunitense esclusivo per la prima esecuzione di Walt Disney Pictures, Walt Disney Animation Studios, Pixar Animation Studios, Marvel Studios e Disneynature a partire dal 2016, sostituendo il suo accordo con Starz che termina nel 2015.
Nell'aprile 2013, i Walt Disney Studios hanno licenziato 150 dipendenti, compreso il personale delle sue unità di marketing e home entertainment. Nel luglio 2013, la Disney ha acquisito tutti i diritti di distribuzione precedentemente detenuti da Paramount prodotti da Marvel Studios (Iron Man, Iron Man 2, Thor e Captain America: il primo vendicatore). Nel dicembre dello stesso anno, la Disney ha acquisito i diritti di distribuzione e marketing per i futuri film di Indiana Jones sempre dalla Paramount Pictures. Nel marzo 2015, Iger ha ampliato il divieto di mostrare all'interno dei lungometraggi fumo e tabacco a tutti i film pubblicati dallo studio, compresi i film classificati PG-13 e inferiori, a meno che tali raffigurazioni non siano storicamente pertinenti.
Nel 2014 The Muppets Studio viene trasferito nella nuova divisione di Disney, Disney Consumer Products e Interactive Media.
Nell'agosto 2015, i Marvel Studios vengono integrati nei Walt Disney Studios con il presidente Kevin Feige che da quel momento avrebbe riferito direttamente al capo dello studio Disney Alan Horn invece che al CEO di Marvel Entertainment, Isaac Perlmutter. Perlmutter ha continuato a supervisionare Marvel Television e Marvel Animation fino al 2019, anno in cui sono state integrate nei Marvel Studios.
Nel gennaio 2016, la Disney è diventata proprietaria di tutti i film prodotti da DreamWorks Pictures che ha distribuito, a titolo di risarcimento, successivamente all'inclinazione di DreamWorks in Amblin Partners. Nello stesso anno, la Disney ha distribuito il quattordicesimo e ultimo film dell'accordo di distribuzione con DreamWorks nonché ultimo film distribuito con il marchio Touchstone Pictures.
Nel dicembre 2017, la Disney ha annunciato l'intenzione di acquistare la 21st Century Fox per 52,4 miliardi di dollari. In preparazione all'integrazione delle risorse della 21st Century Fox nel marzo 2018, Disney ha creato un nuovo segmento chiamato Walt Disney Direct-to-Consumer and International, fondendo due segmenti e trasferendo varie unità al nuovo segmento, tra cui la Walt Disney Studios Home Entertainment guidata da Janice Marinelli.
Il 28 giugno 2018, Walt Disney Company annuncia la chiusura dello studio DisneyToon Studios.
L'8 giugno 2018, la Disney ha annunciato che John Lasseter avrebbe lasciato la società entro la fine dell'anno, ma fino ad allora avrebbe assunto un ruolo di consulente. Il 19 giugno 2018, Pete Docter e Jennifer Lee vengono nominati come sostituti di Lasseter rispettivamente in Pixar e Disney Animation.
Nel dicembre 2018, lo studio ha superato i 7 miliardi di dollari al botteghino globale per l'anno solare. È stata la seconda volta nella storia che uno studio ha superato questa soglia, dopo il record mondiale, sempre di Disney, con un incasso di 7,6 miliardi di dollari nel 2016.
In seguito all'acquisizione della 21st Century Fox, la Disney ha annunciato che le divisioni cinematografiche del gruppo (20th Century Fox, Fox Searchlight Pictures, Fox 2000 Pictures, 20th Century Fox Animation, Blue Sky Studios e Fox Family) sarebbero entrate a fare parte dei Walt Disney Studios. Il 21 marzo 2019, la Disney ha annunciato che lo studio Fox 2000 sarebbe stato chiuso entro la fine dell'anno dopo aver trasmesso i suoi film in produzione. Anche la 20th Century Fox Animation è stata riposizionata e da questo momento inizia a rispondere direttamente al presidente di Walt Disney Studios, Horn. La 20th Century Fox e gli studi collegati mantengono la loro sede nello studio a Century City, grazie a un contratto di locazione di sette anni di Fox Corporation.
Il 1 maggio 2019, Alan Bergman è stato promosso a co-presidente. Horn ha preso anche il ruolo di chief creative officer dello studio.
La Disney ha annunciato un giro di licenziamenti per lo studio, principalmente dalla 20th Century Fox, nei reparti di produzione e degli effetti visivi.
Nell'agosto 2019, la Disney è diventata il primo studio ad avere cinque film con l'incasso superiore al miliardo di dollari al botteghino mondiale in un solo anno. Walt Disney Studios è diventato il primo grande studio a raggiungere 10 miliardi di dollari al botteghino globale nel dicembre 2019, battendo il record precedente nel 2016. Lo studio ha concluso il 2019 guadagnando 13,2 miliardi di dollari al botteghino mondiale. La Disney ha ottenuto questo risultato grazie a film come Avengers: Endgame, Il re leone, Captain Marvel, Toy Story 4, Aladdin e Frozen 2 che hanno guadagnato tutti oltre 1 miliardo di dollari.

### Anni duemilaventi
Il 17 gennaio 2020, la Disney ha annunciato che avrebbe abbandonato il nome "Fox" in tutti gli studi inglobati con l'acquisizione di 21st Century Fox. Gli studi sono stati rinominati in 20th Century Studios, 20th Century Animation e Searchlight Pictures. Analogamente alle altre divisioni cinematografiche Disney, i film prodotti con il marchio 20th Century Studios verranno distribuiti da Walt Disney Studios Motion Pictures.
Nel dicembre 2020, è stato annunciato che, a partire dal primo gennaio del 2021, Bergman sarebbe diventato presidente, mentre Horn sarebbe rimasto come Chief Creative Officer degli studi.
Il 9 febbraio 2021, Disney ha annunciato che i Blue Sky Studios sarebbero stati chiusi a partire dall'aprile 2021, in parte a causa dell'impatto economico dovuto alla pandemia di COVID-19; non era più sostenibile per la Disney gestire un terzo studio di animazione. La cineteca e le proprietà intellettuali dello studio saranno mantenute dalla Disney.
L’8 febbraio 2023 il reintegrato CEO Disney Bob Iger ha ripristinato Walt Disney Studios Motion Pictures, Disney Music Group e Disney Theatrical Group dalla divisione Disney Platform Distribution ai Walt Disney Studios. Il 26 aprile 2023, il 20th Digital Studio è stato sciolto.

## Struttura

### Produzione cinematografica

#### Live action
- Walt Disney Pictures
- Disneynature
- Marvel Studios
  - Marvel Animation
- Lucasfilm
  - Industrial Light & Magic
  - Skywalker Sound
- 20th Century Studios
  - 20th Century Family
- Searchlight Pictures

#### Animazione
- Walt Disney Animation Studios
- Pixar
- 20th Century Animation

#### Distribuzione
- Walt Disney Studios Motion Pictures (1953–2020, 2023-oggi) era stata spostata sotto il controllo di Disney Platform Distribution, poi è ritornata nei Walt Disney Studios.

### Disney Music Group
(1956–2020, 2023-oggi): era stato spostato sotto il controllo di Disney Platform Distribution, poi è ritornato nei Walt Disney Studios.
- Walt Disney Records
- Hollywood Records
- Disney Music Publishing
- Disney Concerts
- Buena Vista Records
- RMI Recordings

### Disney Theatrical Group
- Disney Theatrical Productions (aka Disney on Broadway)
- Buena Vista Theatrical
- Disney Theatrical Licensing
- Disney Live Family Entertainment (DLFE)
  - Disney on Ice
  - Disney Live!
  - Walt Disney Special Events Group

### Walt Disney Studios Operations (Studio Services)
- Disney Studio Production Services
  - Walt Disney Studios
  - Golden Oak Ranch
  - The Prospect Studios
  - Disney Studios Australia
  - KABC7 Studio B
- Disney Digital Studio Services

## Divisioni dismesse o vendute

### Produzione cinematografica

#### Live-action
- Buena Vista Motion Pictures Group/Walt Disney Motion Pictures Group (1998-2006), una unità che supervisionava le case di produzione live action (dismessa).
- Touchstone Pictures (1984-2010), una unità che distribuiva film indirizzati a un pubblico più adulto. Dismessa nel 2016.
- Hollywood Pictures (1989-2001, 2006-2007), una unità orientata verso produzione per un pubblico adulto; in seguita riattivata brevemente come etichetta per film di genere low budget.
- Caravan Pictures (1992-1999), una unità di produzione, sostituita poi da un accordo con Spyglass Entertainment.
- Miramax Films (1993-2010), acquistata come studio indipendente nel 1993; ha operato in autonomia fino al 2009, quando venne inglobata dai Walt Disney Studios. Continuò a essere usata come etichetta di distribuzione fino a che fu venduta a Filmyard Holdings nel 2010.
  - Dimension Films (1993-2005), una etichetta che si occupava di film di genere acquistata insieme alla Miramax nel 1993; nel 2005 i fratelli Weinstein lasciarono la Disney per formare la Weinstein Company, portando l'etichetta con loro.
- Fox 2000 Pictures (2019-2020), una unità di 20th Century Studios orientata verso i film a medio budget.
- 20th Digital Studio (2019-2023), una unità di produzione multimediale digitale di 20th Century Studios per la produzione di web serie e web film.

#### Animazione
- Skellington Productions (1986-1996)
- Disney Circle 7 Animation (2004-2006)
- ImageMovers Digital (2007-2010)
- DisneyToon Studios (2003-2018)
- Blue Sky Studios (2019-2021), acquisita insieme alla 21st Century Fox.

### Televisione
- Walt Disney Television (1983-1994), spostata sotto il controllo di Walt Disney Television and Telecommunications.
- Touchstone Television, trasferita sotto il controllo di Walt Disney Television and Telecommunications e in seguito rinominata ABC Studios.

### Distribuzione e marketing
- Walt Disney Motion Pictures Group (1998-2001 ca), una unità per la distribuzione e il marketing.
- Touchstone Pictures (2011-2016), usata come etichetta per la distribuzione dei film DreamWorks.
- Walt Disney Studios Home Entertainment (1978-2018), spostata sotto il controllo di Walt Disney Direct-to-Consumer & International e in seguito Disney Platform Distribution.

### Altre
- Kingdom Comics (2009-2013)
- The Muppets Studio (2006-2014), spostata sotto il controllo di Disney Consumer Products and Interactive Media.
- Fox VFX Lab (2019), acquisita insieme alla 21st Century Fox.